# Discografia di Coez
La discografia di Coez, cantautore e rapper italiano attivo dapprima con i Brokenspeakers e in seguito come artista solista, è composta da otto album in studio (di cui uno con Frah Quintale), un mixtape, tre EP, quarantanove singoli e trentasei video musicali (inclusi quelli come artista ospite), pubblicati dal 2009.

## Album in studio
| Anno                                                         | Titolo | Classifiche | Certificazioni     |
| Anno                                                         | Titolo | ITA         | Certificazioni     |
| ------------------------------------------------------------ | --- | ----------- | ------------------ |
| 2009                                                         | Figlio di nessuno - Pubblicato: 4 dicembre 2009 - Etichetta: La Suite Records - Formati: CD                             | —           |                    |
| 2013                                                         | Non erano fiori - Pubblicato: 11 giugno 2013 - Etichetta: Carosello, Undamento - Formati: CD, LP, download digitale     | 9           | - ITA: Oro         |
| 2015                                                         | Niente che non va - Pubblicato: 4 settembre 2015 - Etichetta: Carosello, Undamento - Formati: CD, LP, download digitale | 2           | - ITA: Oro         |
| 2017                                                         | Faccio un casino - Pubblicato: 5 maggio 2017 - Etichetta: Undamento - Formati: CD, LP, download digitale                | 2           | - ITA: Platino (5) |
| 2019                                                         | È sempre bello - Pubblicato: 29 marzo 2019 - Etichetta: Carosello - Formati: CD, LP, download digitale                  | 1           | - ITA: Platino (3) |
| 2021                                                         | Volare - Pubblicato: 3 dicembre 2021 - Etichetta: Carosello - Formati: CD, LP, download digitale                        | 3           | - ITA: Platino     |
| 2023                                                         | Lovebars (con Frah Quintale) - Pubblicato: 8 settembre 2023 - Etichetta: Carosello - Formati: CD, LP, download digitale | 1           | - ITA: Platino     |
| 2025                                                         | 1998 - Pubblicato: 13 giugno 2025 - Etichetta: Warner Music Italy - Formati: CD, LP, download digitale                  | 3           |                    |
| "—" indica una pubblicazione non classificata in quel paese. | |             |                    |

## Mixtape
| Anno | Titolo                                                                                               |
| ---- | --- |
| 2011 | Fenomeno (con Sine) - Pubblicazione: 2011 - Etichetta: Honiro Label - Formati: CD, download digitale |

## Extended play
| Anno | Titolo |
| ---- | --- |
| 2012 | Senza mani - Pubblicato: 24 settembre 2012 - Etichetta: Carosello - Formati: download digitale               |
| 2016 | From the Rooftop - Pubblicato: 2 dicembre 2016 - Etichetta: Carosello - Formati: download digitale           |
| 2022 | From the Rooftop 2 - Pubblicato: 14 ottobre 2022 - Etichetta: Carosello - Formati: CD, LP, download digitale |

## Singoli

### Come artista principale
| Anno                                                         | Titolo                                   | Classifiche | Certificazioni     | Album di provenienza |
| Anno                                                         | Titolo                                   | ITA         | Certificazioni     | Album di provenienza |
| ------------------------------------------------------------ | ---------------------------------------- | ----------- | ------------------ | -------------------- |
| 2011                                                         | E invece no                              | —           |                    | Senza mani           |
| 2012                                                         | Hangover                                 | —           |                    | Non erano fiori      |
| 2012                                                         | Ali sporche                              | —           | - ITA: Oro         | Non erano fiori      |
| 2012                                                         | Forever Alone                            | —           |                    | Non erano fiori      |
| 2013                                                         | Siamo morti insieme                      | —           |                    | Non erano fiori      |
| 2015                                                         | La rabbia dei secondi                    | —           |                    | Niente che non va    |
| 2015                                                         | Jet                                      | —           | - ITA: Platino     | Niente che non va    |
| 2016                                                         | Niente di che                            | —           |                    | Niente che non va    |
| 2016                                                         | Lontana da me                            | —           | - ITA: Platino     | From the Rooftop     |
| 2017                                                         | Faccio un casino                         | 9           | - ITA: Platino (4) | Faccio un casino     |
| 2017                                                         | Taciturnal (feat. Gemello)               | 93          | - ITA: Oro         | Faccio un casino     |
| 2017                                                         | Occhiali scuri (feat. Gemitaiz)          | —           | - ITA: Platino     | Faccio un casino     |
| 2017                                                         | E yo mamma                               | 40          | - ITA: Platino     | Faccio un casino     |
| 2017                                                         | Barceloneta (con Carl Brave x Franco126) | 66          | - ITA: Platino     | /                    |
| 2017                                                         | La musica non c'è                        | 1           | - ITA: Platino (8) | Faccio un casino     |
| 2018                                                         | Le luci della città                      | 16          | - ITA: Platino (3) | Faccio un casino     |
| 2019                                                         | È sempre bello                           | 1           | - ITA: Platino (5) | È sempre bello       |
| 2019                                                         | Domenica                                 | 7           | - ITA: Platino (2) | È sempre bello       |
| 2019                                                         | La tua canzone                           | 21          | - ITA: Platino (2) | È sempre bello       |
| 2021                                                         | Wu-Tang                                  | —           |                    | Volare               |
| 2021                                                         | Flow Easy                                | —           |                    | Volare               |
| 2021                                                         | Come nelle canzoni                       | 4           | - ITA: Platino (2) | Volare               |
| 2022                                                         | Occhi rossi                              | 21          | - ITA: Platino (2) | Volare               |
| 2022                                                         | Essere liberi                            | 83          | - ITA: Oro         | Volare               |
| 2022                                                         | Cuore (con Shablo e Geolier)             | —           |                    | /                    |
| 2022                                                         | Margherita                               | 56          | - ITA: Oro         | Volare               |
| 2022                                                         | Fuori orario                             | —           |                    | From the Rooftop 2   |
| 2023                                                         | Alta marea (con Frah Quintale)           | 8           | - ITA: Platino (2) | Lovebars             |
| 2023                                                         | Che colpa ne ho (con Frah Quintale)      | 52          | - ITA: Oro         | Lovebars             |
| 2024                                                         | Terra bruciata (con Frah Quintale)       | 58          |                    | Lovebars             |
| 2024                                                         | Lovebars (con Frah Quintale)             | 27          | - ITA: Platino     | Lovebars             |
| 2025                                                         | Mal di te                                | 34          |                    | 1998                 |
| 2025                                                         | Ti manca l'aria                          | 89          |                    | 1998                 |
| 2025                                                         | Qualcosa di grande                       | 53          |                    | 1998                 |
| "—" indica una pubblicazione non classificata in quel paese. |                                          |             |                    |                      |

### Come artista ospite
| Anno                                                        | Titolo                                                      | Classifiche | Certificazioni     | Album di provenienza |
| Anno                                                        | Titolo                                                      | ITA         | Certificazioni     | Album di provenienza |
| ----------------------------------------------------------- | ----------------------------------------------------------- | ----------- | ------------------ | -------------------- |
| 2014                                                        | Instagrammo (Gemitaiz & MadMan feat. Coez)                  | —           | - ITA: Oro         | Kepler               |
| 2017                                                        | Ascensore per l'inferno (Achille Lauro feat. Coez)          | —           |                    | Ragazzi madre        |
| 2018                                                        | Centro (MadMan feat. Coez)                                  | 10          | - ITA: Platino     | Back Home            |
| 2018                                                        | Migliore di me (Frenetik&Orang3 feat. Coez)                 | 36          | - ITA: Oro         | /                    |
| 2018                                                        | Davide (Gemitaiz feat. Coez)                                | 2           | - ITA: Platino (3) | Davide               |
| 2020                                                        | Motivo (Gianna Nannini feat. Coez)                          | —           | - ITA: Oro         | La differenza        |
| 2020                                                        | Mamma perdonami (The Bluebeaters feat. Coez)                | —           |                    | /                    |
| 2020                                                        | Palazzine (Kid Vicious feat. Marracash e Coez)              | —           |                    | /                    |
| 2020                                                        | Non si esce vivi (Dola feat. Coez e Frenetik&Orang3)        | —           |                    | /                    |
| 2020                                                        | Altalene (Slait & Thasup feat. Coez e Mara Sattei)          | 1           | - ITA: Platino (3) | Bloody Vinyl 3       |
| 2021                                                        | Aggio perzo 'o suonno (Neffa feat. Coez)                    | 48          | - ITA: Oro         | AmarAmmore           |
| 2021                                                        | Un pezzo di universo (Gemello feat. Coez e Gemitaiz)        | —           |                    | La quiete            |
| 2022                                                        | Ily (Thasup feat. Coez)                                     | 5           | - ITA: Platino     | Carattere speciale   |
| 2024                                                        | Non odiare mai (Stabber feat. Coez, Noyz Narcos e Gemitaiz) | —           |                    | Trueno               |
| 2024                                                        | Ruggine (Mace feat. Chiello e Coez)                         | 40          |                    | Māyā                 |
| "—" indica una pubblicazione non classificata in quel paese |                                                             |             |                    |                      |

## Altri brani entrati in classifica
| Anno | Titolo      | Classifiche | Certificazioni | Album di provenienza |
| Anno | Titolo      | ITA         | Certificazioni | Album di provenienza |
| ---- | ----------- | ----------- | -------------- | -------------------- |
| 2017 | Ciao        | 94          | - ITA: Platino | Faccio un casino     |
| 2019 | Mal di gola | 19          |                | È sempre bello       |
| 2019 | Catene      | 14          | - ITA: Oro     | È sempre bello       |
| 2019 | Fuori di me | 24          |                | È sempre bello       |
| 2019 | Gratis      | 26          |                | È sempre bello       |
| 2019 | Ninna nanna | 49          |                | È sempre bello       |
| 2019 | Vai con Dio | 46          |                | È sempre bello       |
| 2019 | Aeroplani   | 42          |                | È sempre bello       |

## Collaborazioni
- 2012 – Don Diegoh & Mastrofabbro feat. Coez – Come vuoi che stia (da Radio Rabbia)
- 2013 – Killa Cali feat. Coez – Senza sorriso (da Ottobre)
- 2014 – Achille Lauro feat. Coez – Scelgo le stelle (da Achille Idol immortale)
- 2015 – Clementino feat. Coez & Luchè – Spiriti & Show (da Miracolo!)
- 2015 – Tormento feat. Emis Killa & Coez – Stai al gioco (da Dentro e fuori)
- 2015 – Marracash feat. Salmo e Coez – A volte esagero (da Status)
- 2016 – Emis Killa feat. Coez – All'alba delle 6:00 (da Terza stagione)
- 2017 – Gemello feat. Sine & Coez - Stanza 106 (da Indiana)
- 2018 – Noyz Narcos feat. Coez – Sputapalline (da Enemy)
- 2018 – Carl Brave feat. Coez – Parco Gondar (da Notti brave)
- 2018 – Salmo feat. Coez – Sparare alla Luna (da Playlist)
- 2018 – Cor Veleno feat. Coez – Conta su di me (da Lo spirito che suona)
- 2018 – Cor Veleno feat. Coez e Gemitaiz – Una rima, una jam (da Lo spirito che suona)
- 2018 – 3D feat. Coez – Nel drink (da Top)
- 2019 – Achille Lauro feat. Coez – Je t'aime (da 1969)
- 2019 – Marracash feat. Coez – Quelli che non pensano - Il cervello (da Persona)
- 2019 – Subsonica feat. Coez – Strade (da Microchip temporale)
- 2021 – Tropico feat. Coez – Vasco (da Non esiste amore a Napoli)
- 2021 – Laila Al Habash feat. Coez – Sbronza (da Mystic Motel)
- 2021 – Guè feat. Coez – Nessuno (da Guesus)
- 2021 - Holden feat. Coez e Quentin40 - Cliché (da Prologo)
- 2022 – Sick Luke feat. Franco126, Coez e Ketama126 – Falena (da X2)
- 2022 – Noyz Narcos feat. Coez – Spine (da Virus)
- 2022 – Gemitaiz feat. Coez e Marracash – K.O. (da Eclissi)
- 2022 – The Night Skinny feat. Bresh, Coez e Madame – Come mi guardi (da Botox)
- 2022 – The Night Skinny feat. Rkomi, Coez e Guè – Per la strada (da Botox)
- 2022 – The Night Skinny feat. Coez, Ernia, Fabri Fibra, Geolier, Guè, Lazza, MamboLosco, Paky, Tony Effe e L'Immortale – BTX Posse (da Botox)
- 2022 – TY1 feat. Coez e Massimo Pericolo – Stanotte (da Djungle Unchained)
- 2023 – Mecna feat. Coez – Cinque facce (da Stupido amore)
- 2023 – Emis Killa feat. Ernia e Coez – Mc Drive (da Effetto notte)
- 2023 – Salmo e Noyz Narcos feat. Coez e Frah Quintale – My Love Song 2 (da Cvlt)
- 2024 – Stabber feat. Coez e Annalisa – Salto nel buio (da Trueno)
- 2024 – Franco126 feat. Coez – Bella mossa (da Futuri possibili)
- 2025 – Golden Years feat. Coez – Mai (da Fuori menù)

## Video musicali
| Anno | Titolo                    | Regista/i                                   |
| ---- | ------------------------- | ------------------------------------------- |
| 2012 | E invece no               | Camillo Cutolo                              |
| 2012 | Ali sporche               | Federico Cangianiello                       |
| 2012 | Tutto normale             | Slevin                                      |
| 2012 | Senza mani                | Niccolò Celaia                              |
| 2012 | Forever Alone             | Davide Fois                                 |
| 2013 | Hangover                  | Cosimo Alemà                                |
| 2013 | Siamo morti insieme       | Federico Fred Cangianiello                  |
| 2013 | Lontana da me             | Niccolò Celaia                              |
| 2015 | Vorrei portarti via       | Matteo Serafini                             |
| 2015 | La rabbia dei secondi     | Edoardo Bolli e Simone Moglié               |
| 2015 | Jet                       | Federico Fred Cangianiello                  |
| 2016 | Le parole più grandi      | Federico Fred Cangianiello                  |
| 2016 | Niente di che             | Federico Fred Cangianiello                  |
| 2017 | Faccio un casino          | Coez                                        |
| 2017 | Taciturnal/Occhiali scuri | YouNuts! (Antonio Usbergo e Niccolò Celaia) |
| 2017 | Le luci della città       | YouNuts! (Antonio Usbergo e Niccolò Celaia) |
| 2017 | La musica non c'è         | YouNuts! (Antonio Usbergo e Niccolò Celaia) |
| 2019 | È sempre bello            | YouNuts! (Antonio Usbergo e Niccolò Celaia) |
| 2019 | Domenica                  | Luca Lumaca                                 |
| 2019 | La tua canzone            | Andrea Folino                               |
| 2021 | Wu-Tang/Flow Easy         | Fele La Franca                              |
| 2021 | Come nelle canzoni        | Marco Proserpio                             |
| 2022 | Occhi rossi               | Fele La Franca e Alessandro Albanese        |
| 2022 | Essere liberi             | Nicola Bussei                               |
| 2022 | Fuori orario              | Borotalco.tv                                |
| 2023 | Alta marea                | Amedeo Zancanella                           |
| 2023 | Che colpa ne ho           | Edoardo Maffei                              |
| 2023 | Era già scritto           | Tommaso Biagetti e Alberto Rubino           |
| 2023 | Local Heroes              | Tommaso Biagetti e Alberto Rubino           |
| 2023 | Lovebars                  | Tommaso Biagetti e Amedeo Zancanella        |
| 2023 | Se esiste un Dio          | Tommaso Biagetti e Alberto Rubino           |
| 2023 | Terra bruciata            | Tommaso Biagetti e Alberto Rubino           |
| 2023 | Vetri fumè                | Tommaso Biagetti e Alberto Rubino           |
| 2025 | Mal di te                 | Marco Proserpio                             |
| 2025 | Ti manca l'aria           | Marco Proserpio                             |
| 2025 | Qualcosa di grande        | Marco Proserpio                             |